# جوان کارلیل
جوان کارلیل (انگلیسی: Joan Carlile؛ c. ۱۶۰۶ – ۱۶۷۹) یک نقاش چهره اهل بریتانیا بود. او از نخستین زنان بریتانیایی است که به صورت حرفه‌ای نقاشی می‌کرد. جوان کارلیل رونوشت آثار ایتالیایی را به صورت چهره‌نگاری مینیاتور ترسیم می نمود.

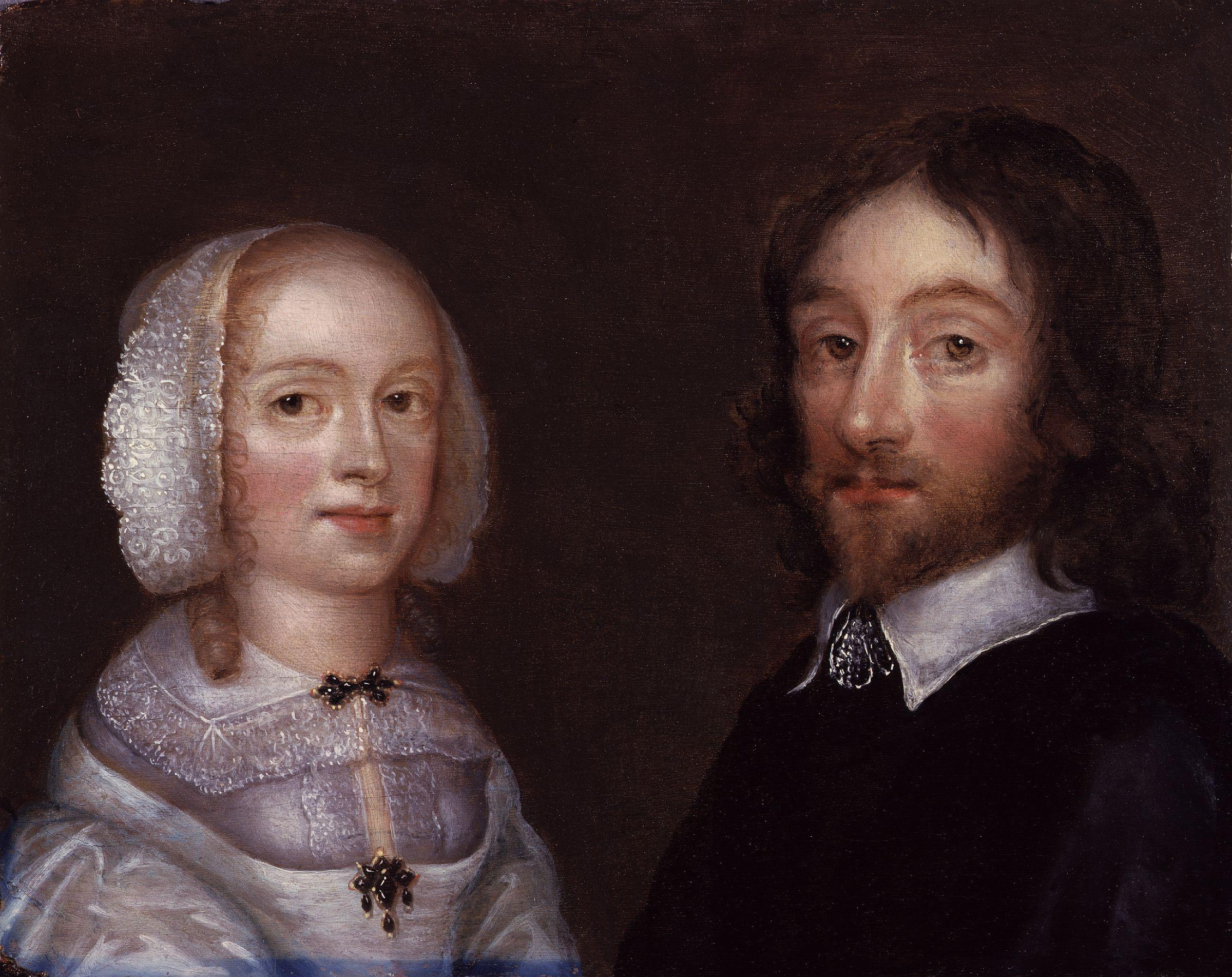
نقاشی توماس براون نویسنده و همه‌چیزدان بریتانیایی و همسرش دوروثی براون اثر جوان کارلیل